# Aphrodita aculeata
El ratón de mar o topo de mar (Aphrodita aculeata) es una especie de anélido poliqueto de la familia Aphroditidae. Se encuentra en el Atlántico norte, en el Mediterráneo, en el mar del Norte, Skagerrak, Bălţi y Øresund.

## Descripción
Alcanza una longitud de hasta 20 cm. Su cuerpo tiene forma oval, con 40 segmentos. La región ventral es de color marrón-amarillo. Suele mostrar sobre el cuerpo reflejos metálicos debido a la descomposición de la luz incidente sobre los numerosos filamentos enlazados que lo recubre.

## Comportamiento
Viven enterrados en el fondo donde se desplazan lentamente, dejando asomar la parte posterior del cuerpo para obtener agua destinada a la respiración.

### Alimentación
Su dieta se compone principalmente de moluscos y gusanos, a los que captura con su boca y devora sin desmenuzar, ya que carece de mandíbula endurecida.